# Лыжный переход Улан-Удэ — Москва
Лыжный переход Улан-Удэ — Москва — пеше-лыжный переход в СССР, совершенный советскими лыжницами в 1936—1937 годах. Первые 1000 км были пройдены пешком, остальные — на лыжах.

## История

### Подготовка
К переходу девушки готовились целый год. Команда начинала тренироваться под руководством С. Метелицы. Подготовку начали с небольших переходов в 20—25 км. В дни октябрьских торжеств 1935 года лыжницы совершили пеший переход в Кабанский аймак протяженностью 100 км. В январе 1936 года они прошли на лыжах по маршруту Улан-Удэ — Кяхта — Улан-Удэ (560 км). В феврале этого же года они совершили более трудный и длинный лыжный переход по маршруту Улан-Удэ — Иркутск — Усть-Орда — Бохан — Кутулик (850 км). Всего за период подготовки команда совершила пеше-лыжные переходы протяженностью почти 3000 км.
Решающую роль в осуществлении и финансовом обеспечении пеше-лыжного перехода сыграл М. Н. Ербанов, первый секретарь Бурят-Монгольского обкома ВКП(б).

Участницы перехода
Полный состав команды
Девушки в форме перехода

### Переход
21 октября 1936 года с площади Революции города Улан-Удэ (столицы тогдашней Бурят-Монгольской АССР) пять лыжниц — Вера Любимская, Софья Тыхеева, Елизавета Константинова, Анастасия Сункуева и Мария Хахалова — в сопровождении командира Леонида Бобыкина, политрука Александра Сазонова и старшины Алексея Бутунаева — отправились в Москву (пешком и затем на лыжах).
Самой молодой была М. Хахалова — 17 лет. В. Любимской было 24 года. Н. Сункеева — 19 лет, студентка музыкально-театрального училища. Л. Константинова — 20 лет, заведующая культбазой Аларской МТС. С. Тыхеева — слесарь инструментального цеха ПВЗ.
С 20 по 29 января 1937 года команда провела в Тюмени. С. Тыхеева и В. Любимская болели гриппом.
6 марта 1937 года девушки финишировали на стадионе «Динамо» В Москве. За 95 ходовых дней лыжницы прошли 6045 километров. Этот рекорд дальности женского перехода не побит до сих пор. В среднем в сутки пешком проходили 43 километра, а на лыжах 70,3 километра.
«Своим знаменитым переходом Улан-Удэ — Москва отважные дочери бурят-монгольского народа… показали образцы отваги, смелости, мужества, геройства и культурного роста народов БМАССР» — писал в те дни Совет Национальностей Центрального исполнительного комитета Союза ССР.
Постановлением ЦИК СССР от 9 марта 1937 года все участники перехода были награждены орденами «Знак Почёта». Ордена вручал в Кремле Калинин 17 марта.
18 марта команда выезжала в Орехово-Зуево, где встречалась с комсомольцами, совершившими в 1936 году переход Москва — Комсомольск. 21 марта по приглашению ленинградской фабрики «Скороход» приехали в Ленинград.
24 марта команда лыжниц выехала из Москвы и в ночь с 29 на 30 марта они вернулись в Улан-Удэ.
Одна из лыжниц — М. У. Хахалова — стала депутатом Верховного Совета СССР в 1937 году.
До преклонных лет дожила только Софья Тыхеева, её последние интервью о том походе печатались в 1980-х годах.
На сегодня никого из участников перехода в живых не осталось.

#### Маршрут
1936 год:
- Старт — 21 октября в 4 часа дня в Улан-Удэ, вышли пешком.
- 1 ноября прибыли в Иркутск, 9 ноября — в Кутулик.
- 12 ноября прибыли в Куйтун, куда уже были привезены лыжи; 16 ноября — в Тулун.
- 20 ноября прибыли в Нижнеудинск, пройдена тысяча километров. От Нижнеудинска пошли на лыжах.
- 24 ноября прошли Тайшет.
- 3 декабря прибыли в Красноярск (на 3 дня раньше намеченного срока); из Красноярска вышли 7 декабря.
- 9 декабря прибыли в Ачинск.
- 21 декабря прибыли в Новосибирск.
- 30 декабря были в Барабинске.

1937 год:
- 4 января проследовали станцию Чаны; 7 января прибыли в Омск.
- 14 января прибыли в Ишим.
- 20 января были в Тюмени (из-за болезни двух девушек команда здесь задержалась несколько дней). Из Тюмени вышли 29 января.
- 3 февраля прибыли в Свердловск.
- 10 февраля прибыли в Щучье Озеро.
- 13 февраля прибыли в районный центр Янаул Башкирской АССР.
- 14 февраля были в Сарапуле.
- 16 февраля прибыли на станцию Агрыз Татарской АССР.
- 18 февраля прибыли на станцию Шемордан.
- 20 февраля прибыли в Казань; из Казани вышли 22 февраля.
- 23 февраля проследовали станцию Урмары.
- 25 февраля проследовали станцию Шумерля Чувашской АССР.
- 26 февраля прибыли в Арзамас.
- 1 марта прибыли в Муром.
- 3 марта были на станции Черусти.
- 6 марта в 2 часа дня прибыли в Москву.

## Память

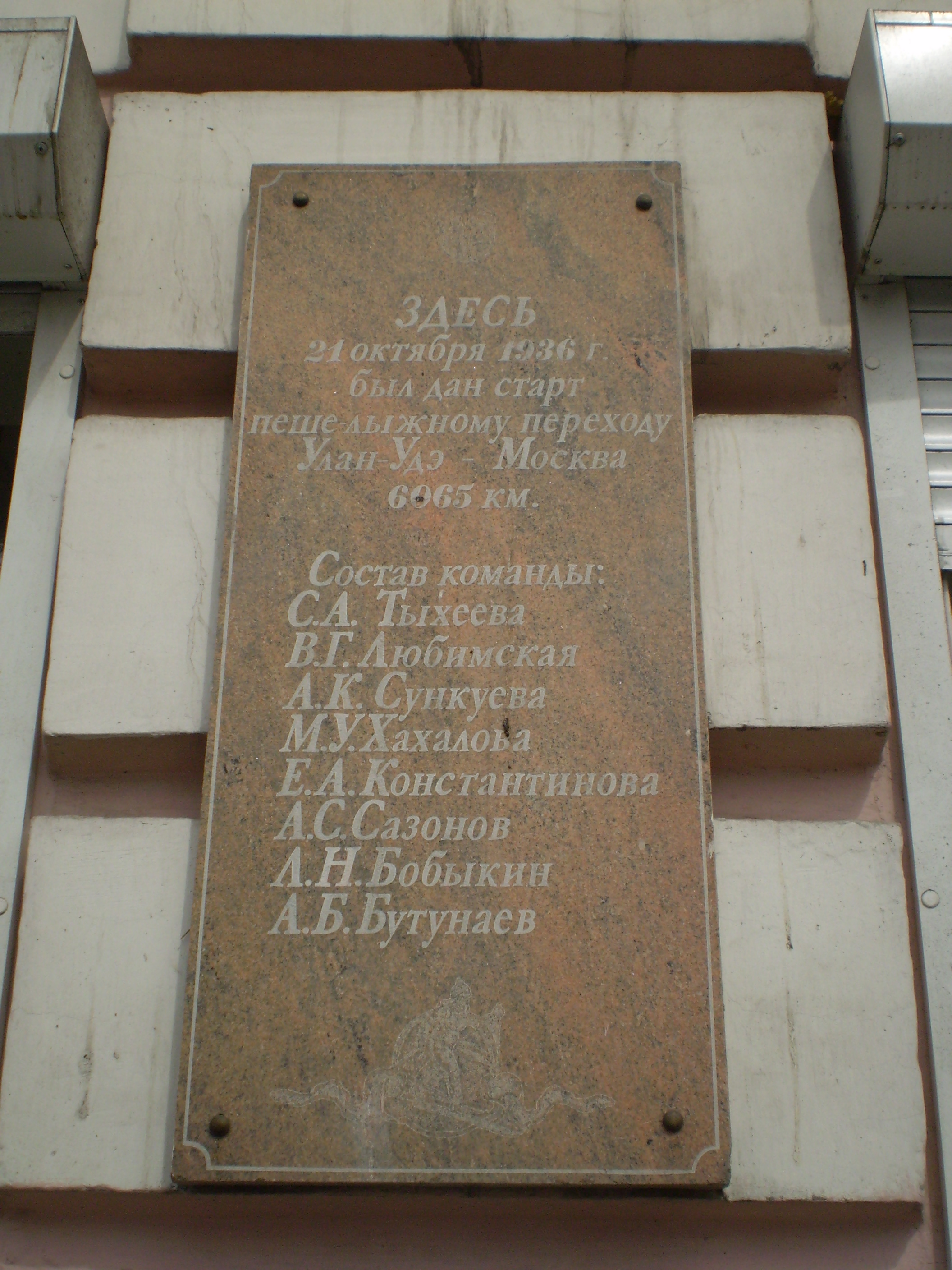
Памятная доска в честь перехода Улан-Удэ — Москва

- В 2001 году в честь легендарного перехода на площади Революции города Улан-Удэ была открыта памятная доска с именами покорительниц такого перехода.
- В 2012 году в Улан-Удэ была издана книга, посвященная этому переходу[7].